# ۶۳ (میلادی)
۶۳ (میلادی) شصت و سومین سال تقویم میلادی است.

## رویدادها
بر اساس مکان
امپراتوری روم
- وسپاسیان فرماندار آفریقا می‌شود (سال تخمینی).[۱]
- گنائوس دومیتیوس کوربولو پس از شکست روم در نبرد راندیا، به فرماندهی بازگردانده شد. او به ارمنستان حمله کرد و تیرداد یکم را شکست داد و تیرداد حاکمیت روم را پذیرفت. پارت از جنگ عقب‌نشینی کرد.[۲]
- پمپئی، شهری در دامنه کوه وزوو، پس از آنکه شهر در اثر زلزله‌ای شدید به شدت آسیب دید، یک میدان یادبود جدید می‌سازد.[۳]

بر اساس موضوع
دین
- طبق افسانه‌ها، یوسف اهل آریماتیا در اولین مأموریت مسیحی به بریتانیا به گلاستونبری می‌رود.
- احتمالاً پولس رسول از اسپانیا بازدید می‌کند.

هنر و علوم
- آئولوس کورنلیوس سلسوس یک فرهنگ لغت (دایره‌المعارف) در مورد هنرها و علوم می‌نویسد.

## زادگان
- دو، ملکه چینی سلسله هان (متوفی ۹۷ میلادی)

## درگذشتگان
- کلودیا آگوستا، دختر نرون

- مرقس انجیل نویس (تاریخ سنتی) (به سال ۶۱ میلادی مراجعه کنید)